# Віктор Вейник
Альберт-Віктор Йозефович Вейник (3 жовтня 1919, Ташкент — 24 листопада 1996, Мінськ) — радянський теплофізик. Член-кореспондент Академії наук Білоруської РСР (1956), доктор технічних наук (1953), професор (1955). Відомий як один із основоположників теорії тепломасоперенесення та теплофізики лиття, а також як автор невизнаної науковою спільнотою теорії термодинаміки реальних процесів (ТРП).

## Життєпис
Віктор-Альберт Вейник (саме так він записаний у свідоцтві про народження) народився в Ташкенті. 7 жовтня 1919 р. був охрещений батьками за католицьким обрядом. Батько — Вейник Йозеф Антонович (1892—1980), словенець за національністю, колишній військовополонений Першої світової війни, був механіком, мотогонщиком, артистом Московського циркового товариства. Мати — Вейнік (уроджена Стивріна) Генуефа Вінцентіївна (1901—1985), латишка (Латвія, Даугавпілс), була дитиною перевезена з Латвії до Середньої Азії під час столипінського переселення 1908—1909 років.
У 1944 році закінчив Московський авіаційний технологічний інститут (МАТИ)[2], отримавши кваліфікацію інженера-технолога з авіадвигунобудування та захистивши диплом на тему «Випробування одноциліндрової експериментальної установки для вивчення питання випускні клапани охолодження авіаційних двигунів».
У 1947 р. захистив кандидатську дисертацію «Нагрівання та охолодження твердих тіл», у 1950—1954 рр. — доцент Московського технологічного інституту по кафедрі «Авіаційних двигунів і теплотехніки», в 1954—1957 рр. — професор кафедри. фізики Московського технологічного інституту харчової промисловості (МТИХП).
У 1953 р. став доктором технічних наук, тема дисертації «Теплотехнічні основи теорії лиття».
У 1956 році обраний членом-кореспондентом Академії наук Білоруської РСР за відділенням фізико-математичних і технічних наук.
Після переїзду в Мінськ у 1957—1969 роках був завідувачем кафедри теоретичних основ теплотехніки Білоруського політехнічного інституту. Паралельно в 1956—1963 рр. завідував лабораторією «Теплофізика і атомна енергетика» Інституту енергетики АН БРСР, з 1958 р. — завідувач лабораторії «Промислова теплофізика» в цьому ж інституті[2], у 1963—1990 рр. — завідувач лабораторії «Фізики контактних матеріалів „Яв“» Фізико-технічного інституту АН БРСР[2].
У 1990 р. повернувся в Інститут тепломасообміну ім. Ликова НАН Білорусі на посаді завідувача лабораторії «Теплофізики», але на громадських засадах, де він працював до кінця життя.

### Основні результати наукової діяльності
Розробив основи теплової теорії лиття та теплообміну стосовно тіл складної форми. Створив методи розрахунку процесів затвердіння металу при литті під тиском, відцентровому литті, литті наморожуванням. Розробив узагальнену термодинамічну теорію, що поєднує термодинаміку незворотних процесів, класичну термодинаміку, тепломасообмін [3].

#### Наукові праці
Вийшло у світ 23 монографії, з яких 5 перевидані в Англії, Ізраїлі, Китаї, США, Японії.
Вийшло у світ із співавторами — 6 книг.
Видано за його редакцією 7 збірок статей.
Опубліковано понад 150 статей.
Зроблено 55 винаходів.
Основні книги:
- Тепловые основы теории литья. М.: Машгиз, 1953.
- Теория затвердевания отливки. М.: Машгиз, 1960.
- Литьё намораживанием. Минск: Высшая школа, 1964.
- Техническая термодинамика и основы теплопередачи. 2 изд. М.: Металлургия, 1965.
- Термодинамика. 3 изд. Минск: Вышэйшая школа, 1968.
- Комплексное определение хронофизических свойств материалов. Минск: Навука i тэхніка, 1992 (разом з C. Ф. Комликом).

### Інші напрями діяльності
Головною неакадемічною, не визнаною науковою спільнотою роботою А. Вейника стало створення так званої термодинаміки реальних процесів (ТРП). Її основні положення сформульовані в книзі, що вийшла 1991, серед рецензентів якої був академік АН БРСР Г. А. Анісович. У монографії наводиться нетрадиційне визначення простору та часу (вважаючи час об'єктом), а також способи керування ними. Виходячи з думки, що абсолютно все матеріально, Вейник дійшов висновку, що час («хрональна речовина») та простір («метрична речовина») мають своїх носіїв — «хронон» та «метріант» (або «метріор») відповідно. Причому хронони ставляться до лептонів, мільйони і мільярди разів менше електрона і мають високу проникаючу здатність. Описано пристрої, робота яких, на думку автора, порушує другий закон термодинаміки Клаузіуса, третій закон механіки Ньютона та закон збереження кількості руху. Робиться спроба пояснення фізичного механізму про аномальних явищ (полтергейст, НЛО тощо. п.). У книзі стверджується, що всі описані явища — єдиний феномен, що породжується надтонким світом, який проникає в нас і маніпулює нашими свідомістю і здоров'ям.
У 1992 році А. І. Вейник хрестився у православ'я, після чого у значній частині переключився на вивчення особливостей взаємодії матеріального та духовного світів.
Останні роки життя працював над книгою про «тонкі світи» та їх управління біоорганізмами, розуміючи під цим біосферу Землі.
Деякі публікації з термодинаміки реальних процесів (ТРП)
- Падут тайны веков?: интервью // Социалистическая индустрия. — 1987. — 7 июня.
- Науку развивать молодым! // Знамя юности. — 1988. — 29 июля.
- Нуль-пространство: интервью // Свет. — 1991. — № 1.
- Раскрепостить мысль и фантазию // Литейное производство. — 1991. — № 7. — С. 37-38.